# Odochilus convexus
Odochilus convexus är en skalbaggsart som beskrevs av Shuhei Nomura 1971. Odochilus convexus ingår i släktet Odochilus och familjen Aphodiidae. Inga underarter finns listade i Catalogue of Life.